# Sergio Fiorentini
Sergio Fiorentini (Roma, 29 luglio 1934 – Roma, 11 dicembre 2014) è stato un attore, doppiatore e direttore del doppiaggio italiano.

## Biografia
Padre dell'attore e doppiatore Maurizio Fiorentini, marito dell'attrice e doppiatrice Eliana Lupo e zio del doppiatore Jacopo Bonanni, Sergio Fiorentini recitò in molte fiction televisive, tra cui Il maresciallo Rocca (seguita dal film TV Il maresciallo Rocca e l'amico d'infanzia) dove interpretava il brigadiere Cacciapuoti, "spalla" del protagonista; tra le altre serie, La buona battaglia - Don Pietro Pappagallo, Distretto di Polizia, La squadra, Cuori rubati, Papa Giovanni - Ioannes XXIII, Paolo VI - Il papa nella tempesta.
Prestò la voce ad attori del calibro di Gene Hackman, Bill Cosby, Burt Young, Tony Burton, Max von Sydow, Tom Wilkinson e Patrick McGoohan, ma anche a Mel Brooks nel film Balle spaziali e al comico inglese Benny Hill nella serie The Benny Hill Show. Ha inoltre doppiato Bud Spencer nelle serie televisive Detective Extralarge e Noi siamo angeli e nei film Charleston, Botte di Natale, Al limite, Tesoro, sono un killer.
Lavorò anche per il cinema d'animazione: sua è la voce del mandrillo Rafiki nella trilogia de Il re leone. Diede la voce anche al protagonista del lungometraggio francese La profezia delle ranocchie, al simpatico uomo di neve nella serie I cuccioli delle Fiabe sonore e al nonno della piccola Heidi nell'omonima serie a cartoni animati.
Nel 2005 vinse il premio alla carriera maschile al Gran Galà del Doppiaggio-Romics.
Nel maggio 2007 vinse il premio alla carriera alla quarta edizione del Leggio d'oro.
Sergio Fiorentini morì l'11 dicembre 2014 all'ospedale San Camillo di Roma, all'età di 80 anni. I funerali si svolsero il giorno seguente nella basilica di Santa Maria in Montesanto, nota anche come la Chiesa degli artisti, in piazza del Popolo; il corpo è stato poi cremato.

## Filmografia

### Cinema
- Bisturi - La mafia bianca, regia di Luigi Zampa (1973)
- Bello come un arcangelo, regia di Alfredo Giannetti (1974)
- Italia a mano armata, regia di Marino Girolami (1976)
- Roma, l'altra faccia della violenza, regia di Marino Girolami (1976)
- Il prefetto di ferro, regia di Pasquale Squitieri (1977)
- Il muro di gomma, regia di Marco Risi (1991)
- Ostinato destino, regia di Gianfranco Albano (1992)
- L'angelo con la pistola, regia di Damiano Damiani (1992)
- Complicazioni nella notte, regia di Sandro Cecca (1992)
- Un inverno freddo freddo, regia di Roberto Cimpanelli (1996)
- Dolce far niente, regia di Nae Caranfil (1998)
- La vera madre, regia di Gianfranco Albano (1999)[7]
- Stregati dalla luna, regia di Pino Ammendola e Nicola Pistoia (2001)
- Nel mio amore, regia di Susanna Tamaro (2004)
- Taxi Lovers, regia di Luigi Di Fiore (2005)
- Torno a vivere da solo, regia di Jerry Calà (2008)
- Io, loro e Lara, regia di Carlo Verdone (2010)
- Tutti al mare, regia di Matteo Cerami (2011)
- In fondo a destra, regia di Valerio Groppa – cortometraggio (2011)
- Teresa Manganiello. Sui passi dell'amore, regia di Pino Tordiglione (2012)
- Viva l'Italia, regia di Massimiliano Bruno (2012)
- Una famiglia perfetta, regia di Paolo Genovese (2012)
- La mossa del pinguino, regia di Claudio Amendola (2014)
- Il mio giorno, regia di Stefano Usardi (2015) - postumo
- Felice, regia di Antonio Costa – cortometraggio (2015) - postumo

### Televisione
- Jekyll, regia di Giorgio Albertazzi – miniserie TV (1969)
- I fratelli Karamazov, regia di Sandro Bolchi – miniserie TV (1969)
- Agostino d'Ippona, regia di Roberto Rossellini – miniserie TV (1972)
- Vino e pane, regia di Piero Schivazappa – miniserie TV (1973)
- Delitto di regime - Il caso Don Minzoni, regia di Leandro Castellani – miniserie TV (1973)
- Tommaso d'Aquino, regia di Leandro Castellani – film TV (1975)
- Extra, regia di Daniele D'Anza – miniserie TV (1976)
- Dov'è Anna?, regia di Piero Schivazappa – miniserie TV, puntata 6 (1976)
- Il Fausto di Marlowe, regia di Leandro Castellani (1977)
- Disonora il padre, regia di Sandro Bolchi – miniserie TV (1978)
- La gatta, regia di Leandro Castellani – miniserie TV (1978)
- Il fascino dell'insolito, regia di Biagio Proietti, episodio La mezzatinta (1980)
- Illa: Punto d'osservazione, regia di Daniele D'Anza – miniserie TV (1981)
- A viso coperto, regia di Gianfranco Albano – miniserie TV (1985)
- Lulu, regia di Sandro Bolchi – miniserie TV (1986)
- Cinque storie inquietanti, regia di Carlo Di Carlo, episodio La parete della stanza accanto (1987)
- Sound, regia di Biagio Proietti – miniserie TV (1988)
- Uomo contro uomo, regia di Sergio Sollima – miniserie TV (1989)
- I promessi sposi, regia di Salvatore Nocita – miniserie TV (1989)
- Piccole donne oggi, regia di Gianfranco Albano (1989)
- Pronto soccorso – miniserie TV (1990)
- Il compagno di viaggio (O Janovi a podivuhodném příteli), regia di Ludvík Ráza – film TV (1990)
- Macaroì, regia di Marcel Bluwal (1991)
- Ma tu mi vuoi bene?, regia di Marcello Fondato e Nancy Fondato – miniserie TV (1991)
- I ragazzi del muretto – serie TV (1993)
- La piovra 7 - Indagine sulla morte del commissario Cattani, regia di Luigi Perelli – miniserie TV (1995)
- Il maresciallo Rocca – serie TV (1996-2005)
- Noi siamo angeli – serie TV (1997)
- Gli eredi, regia di Josée Dayan (1997)
- Trenta righe per un delitto, regia di Lodovico Gasparini – miniserie TV (1998)
- Cronaca nera, regia di Gianluigi Calderone e Ugo Fabrizio Giordani – miniserie TV (1998)
- Primo cittadino – serie TV (1998)
- Il conte di Montecristo (Le Comte de Monte Cristo), regia di Josée Dayan – miniserie TV (1998)
- La notte del profeta - Padre Pio da Pietrelcina, regia di Jean-Marie Benjamin – film TV (1999)
- Distretto di Polizia – serie TV (2000-2006)
- Senza confini, regia di Fabrizio Costa – miniserie TV (2001)
- Cuori rubati – serie TV (2002)
- Papa Giovanni - Ioannes XXIII, regia di Giorgio Capitani – miniserie TV (2002)
- Una vita sottile, regia di Gianfranco Albano – film TV (2003)
- Nessuno al suo posto, regia di Gianfranco Albano – film TV (2003)
- La squadra – serie TV (2004-2006)
- Crimini – serie TV, episodio Terapia d'urto (2006)
- La buona battaglia - Don Pietro Pappagallo, regia di Gianfranco Albano – miniserie TV (2006)
- Papa Luciani - Il sorriso di Dio, regia di Giorgio Capitani – miniserie TV (2006)
- La contessa di Castiglione, regia di Josée Dayan – miniserie TV (2006)
- Pompei, regia di Giulio Base – miniserie TV (2007)
- Boris – serie TV, episodio Buon Natale (2007)
- Nebbie e delitti – serie TV, episodio Nessuna traccia di frenata (2007)
- Il maresciallo Rocca e l'amico d'infanzia, regia di Fabio Jephcott – miniserie TV (2008)
- Ho sposato uno sbirro – serie TV, episodio Segreto di famiglia (2008)
- La stella della porta accanto, regia di Gianfranco Albano – miniserie TV (2008)
- Paolo VI - Il papa nella tempesta, regia di Fabrizio Costa – miniserie TV (2008)
- Crimini – serie TV, episodio Niente di personale (2010)
- La ladra – serie TV (2010)
- Preferisco il paradiso, regia di Giacomo Campiotti – miniserie TV (2010)
- Una pallottola nel cuore – serie TV, episodio La maga di Piazza Navona (2014)

## Doppiaggio

### Film
- Gene Hackman in Superman, Superman II, Superman IV, Power - Potere, Rischio totale (entrambi i doppiaggi), Fratelli nella notte, Target - Scuola omicidi, Conflitto di classe, Get Shorty, Piume di struzzo, Twilight, Nemico pubblico, The Mexican - Amore senza la sicura, Le riserve, Il colpo, Behind Enemy Lines - Dietro le linee nemiche, Heartbreakers - Vizio di famiglia, I Tenenbaum, La giuria, L'ultimo appello, Due candidati per una poltrona
- Eli Wallach in Il cacciatore di taglie, Il principio del domino: la vita in gioco, Attenti al buffone, Pazza, L'imbroglio - The Hoax, L'uomo nell'ombra, Due tipi incorreggibili
- Jack Warden in Tutti gli uomini del presidente, Il campione, A.D. - Anno Domini, Il paradiso può attendere, Pallottole su Broadway, ...e giustizia per tutti
- Burt Young in L'ispettore anticrimine, Rocky Balboa, Il nascondiglio, Terra bruciata
- Charles Durning in La stangata, Due come noi, Tootsie
- Vincent Gardenia in Il padrone di casa, Stregata dalla luna, Bocca da fuoco, Ciao nemico
- Mel Brooks in Balle spaziali, Mezzogiorno e mezzo di fuoco
- Bud Spencer in Charleston, Botte di Natale, Al limite, Pane e olio, Tesoro, sono un killer
- Trevor Howard in Un colpevole senza volto, Meteor, L'oca selvaggia colpisce ancora
- Philip Bosco in Casa, dolce casa?, Suspect - Presunto colpevole
- James Doohan in Star Trek, Rotta verso la Terra
- Steffen Zacharias in ...e poi lo chiamarono il Magnifico, Milano trema: la polizia vuole giustizia
- George Coulouris in Assassinio sull'Orient Express
- James Mason in Delitto sotto il sole
- Guglielmo Spoletini in Il soldato di ventura
- Christopher Lloyd in Star Trek III - Alla ricerca di Spock
- I.S. Johar in Assassinio sul Nilo
- Cab Calloway in The Blues Brothers
- Ernest Borgnine in L'odissea del Neptune nell'impero sommerso, La giustizia privata di un cittadino onesto, Niente di nuovo sul fronte occidentale, Cane arrabbiato, Blueberry
- David Huddleston in Capricorn One, Il grande Lebowski
- Joe Bugner in Lo chiamavano Bulldozer, Uno sceriffo extraterrestre... poco extra e molto terrestre
- Wilford Brimley in Brubaker, Cocoon - L'energia dell'universo
- Robert Preston in Victor Victoria, S.O.B.
- Burgess Meredith in Scontro di titani, Rocky III
- Kenneth McMillan in Dune, Il Papa del Greenwich Village
- Stanley Anderson in Armageddon - Giudizio finale, The Rock
- Max von Sydow in Cellini - Una vita scellerata,  Fino alla fine del mondo
- Bill Cosby in Jack, Il mio grasso grosso amico Albert
- Danny DeVito in Per favore, ammazzatemi mia moglie
- Tom Wilkinson in Spiriti nelle tenebre
- Terry Jones in Monty Python - Il senso della vita
- Tony Burton in Rocky II
- Robert Loggia in Big
- Rod Steiger in Mars Attacks!
- David Sheiner in Tuono blu
- Richard Venture in Il siciliano
- James Handy in Bird
- Walter Gotell in The Stud - Lo stallone, 007 - Zona pericolo
- David White in Chi più spende... più guadagna!
- Ralph Bellamy in Una poltrona per due
- Marc Lawrence in Poliziotto superpiù
- Ronald Lacey in I predatori dell'arca perduta
- Don Ruter Nanayakkara in Indiana Jones e il tempio maledetto
- Alec Guinness in Blitz nell'oceano
- Laurence Olivier in Dracula
- Howland Chamberlain in Kramer contro Kramer
- Donald Crisp in Torna a casa, Lassie!
- Richard Dawson in L'implacabile
- Don Knotts in Herbie al rally di Montecarlo
- Edward Herrmann in Richie Rich - Il più ricco del mondo
- Roberto Messina in Squadra antifurto, Squadra antitruffa, Squadra antiscippo, Squadra antimafia
- Rodney Dangerfield in Assassini nati - Natural Born Killers
- Richard B. Schull in Splash - Una sirena a Manhattan
- Richard Bradford in Missing - Scomparso
- Steven Hill in Heartburn - Affari di cuore
- Jonathan Winters in L'uomo ombra
- Ray McAnally in Non siamo angeli
- Ugo Bologna in Spaghetti a mezzanotte
- Peter Copley in Il piccolo Lord
- James Hampton in Sindrome cinese
- Edward Everett Horton in Partita a quattro
- Raymond Bussières in L'ala o la coscia?
- Brion James in Blade Runner
- Patrick McGoohan in Braveheart - Cuore impavido
- Maurizio Arena in Pugni dollari & spinaci
- Joss Ackland in OcchioPinocchio
- Carl Reiner in Ocean's Thirteen
- Ian Holm in Brazil
- Pedro Armendáriz Jr. in C'era una volta in Messico

### Film d'animazione
- Shazzan in Shazzan
- Dottor Azuma in Kyashan - Il ragazzo androide
- Compare Orso e La Rana in I racconti dello zio Tom (edizione del 1973)
- Rafiki in Il re leone, Il re leone II - Il regno di Simba, Il re leone 3 - Hakuna Matata
- Yar in Dinosauri
- Crucco in Robin Hood
- Generale Mandibola in Z la formica
- Voce narrante in Il pianeta del tesoro
- Giulio Cesare in Asterix conquista l'America
- Okkotonushi in Princess Mononoke (edizione Lucky Red)
- Re Jarol in Fire and Ice - Fuoco e ghiaccio
- Generale Vulneraria in La collina dei conigli
- Conte di Cagliostro in Lupin III - Il castello di Cagliostro (primo doppiaggio)

### Serie televisive
- Bud Spencer in Detective Extralarge, Noi siamo angeli e Pane e olio
- Ernest Borgnine in Gesù di Nazareth
- Bernie Hamilton in Starsky & Hutch
- Rolf Hoppe in La piovra 10
- Philippe Leroy in Elisa di Rivombrosa
- Denholm Elliott in Marco Polo
- Benny Hill in Benny Hill Show
- Steven Hill in Law & Order - I due volti della giustizia
- Peter Woodthorpe in Merlino

### Telenovelas
- Natalio Hoxman in Perla nera

### Cartoni animati
- Rafiki in Timon e Pumbaa
- Nonno in Heidi
- Apilone in I Wuzzles
- Personaggi vari ne I Puffi e Gli Snorky
- Jonathan Wellington "Mudsy" Muddlemore ne Il fantasma bizzarro

### Videogiochi
- Noi siamo angeli (1997)
- Up (2009)[8]

### Direttore del doppiaggio
- Ostinato destino, Quattro piccole donne, Felipe ha gli occhi azzurri, Elisa di Rivombrosa, Elisa di Rivombrosa - Parte Seconda, Il piccolo Lord, Biancaneve a Beverly Hills, Io non credo agli uomini, Vittorino.